# Alogenuro d'argento
Per alogenuro d'argento si intende un composto chimico (sale) formato dall'argento (Ag) con un alogeno (fluoro, cloro, bromo, iodio). La formula generale di un alogenuro d'argento è AgX, dove X indica un generico alogeno.

## Caratteristiche
Gli alogenuri d'argento, essendo fotosensibili, vengono usati per le pellicole e le carte per stampe fotografiche.
Gli alogenuri d'argento possono essere composti monovalenti quando l'argento è in stato di ossidazione +1 ed è legato al fluoro (che ha numero di ossidazione -1) o a cloro, bromo e iodio (che presentano in questo composto numero di ossidazione -1).
Quando i suddetti alogeni(Cl,Br e I) utilizzano gli altri numeri di ossidazione, la formula generale è AgzXy, in cui i pedici z e y indicano i diversi stati di ossidazione dell'argento (quando è +2) e del cloro, bromo e iodio (quando utilizzano un numero di ossidazione diverso da -1).

## Utilizzi industriali
Molti alogenuri d'argento sono sensibili alla luce ed anneriscono velocemente all'esposizione luminosa. Il fenomeno non risulta reversibile, gli alogenuri, una volta anneriti sono irrimediabilmente rovinati. La sensibilità alla luce dei minerali d'argento ha fatto in modo di renderli utili nell'utilizzo delle emulsioni fotografiche per le lastre ed i rullini fotografici. Le emulsioni contengono una miscela di bromuro d'argento e cloruro d'argento con una piccola quantità di ioduro d'argento. Lo sviluppo delle pellicole trattate con quest'emulsione prevede, fra gli altri, l'utilizzo di idrochinone, ma anche di altri elementi chimici, elementi che separano l'argento delle parti della pellicola esposte alla luce dalle parti rimaste al buio. Il fissaggio serve per eliminare dalla pellicola le parti restanti di argento, non esposte in fase di ripresa alla luce, con sali che sciolgono il metallo, tra cui ricordiamo il tiosolfato di sodio. In anni relativamente recenti veniva previsto il riciclaggio dei sali d'argento visto l'elevato costo degli alogenuri d'argento.

## Esempi di alogenuri d'argento
Esempi di alogenuri d'argento monovalenti:
- AgF, fluoruro d'argento
- AgCl, cloruro d'argento
- AgBr, bromuro d'argento
- AgI, ioduro d'argento

Esempi di composti dove l'argento è + 2 e bromo, cloro e iodio utilizzano un numero di ossidazione diverso da -1:
- Ag3Cl2, clorito d'argento
- Ag5Cl2, clorato d'argento